# Radio finlandia
Radio Finlandia es una emisora de radio finlandesa que inició sus operaciones el 15 de septiembre de 1990 en Andalucía, Málaga, España. Es la única emisora de radio FM en finlandés en España, ofreciendo una programación diversa en finlandés e inglés.

## Historia
La emisora fue fundada por el empresario finlandés Teva Glad, quien identificó la necesidad de los expatriados finlandeses que vivían allí de mantenerse informados sobre los eventos en su país de origen. Durante los primeros diez años, Radio Finlandia operó dentro de la emisora de radio internacional Onda Cero, ofreciendo un bloque de programas de una hora por la tarde. En 2000, la emisora se trasladó a un canal llamado Kust Radio en Fuengirola, fundado por suecos, donde su tiempo de emisión creció a dos horas.
En 2010, Glad estableció Radio Finlandia en su propia frecuencia y se mantuvo involucrado en las operaciones de la emisora durante algunos años, después de lo cual regresó a Finlandia para establecer una nueva emisora de radio con su hermano.

## Propiedad
La propiedad de Radio Finlandia ha cambiado de manos varias veces a lo largo de los años. Glad vendió la emisora a Heli Touru en 2013. En 2019, Henry Aflecht compró las acciones de la emisora y desarrolló la emisora en una dirección multimedia. Aflecht decidió vender sus acciones a Raija Kurkola, quien había estado trabajando en la emisora durante tres años. Kurkola se convirtió en la nueva propietaria de la emisora en agosto de 2022.